# Malice in the Palace
Malice in the Palace är en amerikansk kortfilm med The Three Stooges från 1949 i regi av Jules White.

## Handling
Shemp, Larry och Moe driver en restaurang och en dag kommer Hassan Ben Sober och hans kumpan Ginna Rumma in för att få en bit mat - det enda som finns på menyn är dock varmkorv och hare.
Hassan vill komma över en värdefull juvel, som stulits av Emir av Shmo - som även lagt en förbannelse över juvelen. Förbannelsen gör att den förste som stjäl juvelen från honom kommer att "dö 1000 gånger". Hassan vill verkligen ha juvelen, men vill inte drabbas av förbannelsen.
Shemp, Larry och Moe hör Hassan och Ginna prata om juvelen, men de känner inte till förbannelsen. Så då vill de också komma över juvelen. Hassan, som känner till förbannelsen, får då en idé - att skicka ut de tre dårfinkarna för att hämta diamanten åt honom! På så vis kan han både få juvelen och slippa förbannelsen!
Så Shemp, Larry och Moe beger sig ut i öknen och lyckas hitta Emir av Shmos palats. Men att sen komma över juvelen är en annan femma.

## Om filmen
Larry Fine skrev en självbiografi, som innehåller en bild från en raderad scen från filmen. I scenen som klipptes bort medverkade Curly Howard som kock. Howard hade drabbats av en stroke några år innan inspelningen påbörjades på allvar. Han hade gått ner i vikt och dolt sitt ansikte bakom en lösmustasch. Den scenen kom alltså inte med i den färdiga filmen och Howard syns inte i bild.

## Rollista i urval
- Shemp Howard - Shemp
- Larry Fine - Larry
- Moe Howard - Moe
- Vernon Dent - Hassan Ben Sober
- George J. Lewis - Ginna Rumma